# Yorkis Pérez
Yorkis Miguel Vargas Pérez (né le 30 septembre 1967 à Bajos de Haina, République dominicaine) est un ancien lanceur gaucher au baseball ayant joué dans les Ligues majeures pendant neuf saisons, de 1991 à 2002.
Pérez a aussi lancé au Japon durant sa carrière. Trois de ses cousins, tous des frères, ont atteint les majeures en Amérique du Nord : Melido, Carlos et Pascual Pérez.

## Carrière
Yorkis Pérez signe son premier contrat professionnel avec les Twins du Minnesota de la Ligue américaine en 1983. Le jeune dominicain ne jouera jamais pour cette équipe, étant échangé aux Expos de Montréal dans une transaction impliquant six joueurs le 3 février 1987. Les lanceurs Neal Heaton et Al Cardwood ainsi que le receveur Jeff Reed passent aussi aux Expos dans cette transaction qui permet aux Twins d'acquérir le releveur étoile Jeff Reardon et le receveur Tom Nieto.
Ce n'est que le 30 septembre 1991 que Pérez fait ses débuts dans les majeures, avec les Cubs de Chicago de la Ligue nationale. Il remporte sa seule décision mais opte par la suite pour une carrière au Japon. Il s'aligne en 1992 pour les Yomiuri Giants de la Ligue centrale.
Après des séjours dans l'organisation des Mariners de Seattle puis à nouveau des Expos de Montréal, il lance à nouveau dans les Ligues majeures aux États-Unis avec les Marlins de la Floride, de 1994 à 1996. Yorkis Pérez évolue aussi pour les Mets de New York (1997), les Phillies de Philadelphie (1998-1999), les Astros de Houston (2000) et les Orioles de Baltimore (2002). En 337 parties et 282 manches lancées, toute en relève, dans les majeures, le gaucher a été crédité de 14 victoires contre 15 défaites. Il a enregistré deux sauvetages et 259 retraits au bâton et affiché une moyenne de points mérités de 4,44.